# 현대 프론티어호
해상풍력 부품을 싣고 바다에서 직접 설치하는 해상풍력발전기 설치 전용 선박이다.

## 상세
현대건설과 현대스틸산업이 개발하고 HSG성동조선이 건조했다. 길이 85m, 폭 41m, 높이 6.5m, 1만 4000톤 규모이며 바다 위에서 해상풍력 터빈을 인양부터 운반·설치까지 한 번에 진행할 수 있다. 유속과 파고의 영향이 큰 해상에서 정확한 위치를 유지하는 다이나믹 포지션 시스템(Dynamic Position System)과 수면 위로 선체를 들어올려 고정시키는 재킹 시스템(Jacking System)을 갖춰 모든 해저지형에서 작업이 가능하다. 1200톤의 선박 일체형 크레인을 탑재해 10MW 규모의 고성능 터빈을 설치할 수 있고 최대 100m까지 연장 가능한 지지 구조(Leg)와 121m의 붐대(Boom Length)를 통해 해수면으로부터 130m 높이의 터빈도 안전하게 설치할 수 있다.

## 현황
2023년 6월 13일 출항식 이후 제주 한림해상풍력발전(100MW) 현장 터빈 설치공사에 투입되며 2024년 1월부터 전남 신안자은해상풍력(100MW) 건설 현장에 투입될 예정이다.

## 같이 보기
현대건설
해상풍력발전